# الملكية في كيبيك
وفقًا لترتيبات الاتحاد الكندي، تشكل الملكية في كيبيك نواةً للديمقراطية البرلمانية والدستور حسب نظام وستمنستر البرلماني. على ذلك، يُشار إلى صاحب التاج داخل نطاق ولاية كيبيك على أنه «التاج بحق كيبيك» أو «صاحب الجلالة بحق كيبيك» أو «الملك بحق كيبيك». يترك قانون الدستور لعام 1867 العديد من الواجبات الملكية في المقاطعة لنائب العاهل، نائب حاكم كيبيك، الذي تقتصر مشاركته المباشرة في الحكم على الأحكام التقليدية للنظام الملكي الدستوري.

## الدور الدستوري
منصب التاج دور قانوني وعملي؛ فهو يعمل في كيبيك بنفس الطريقة التي يعمل بها في جميع المقاطعات الأخرى في كندا، إذ يُعتبر نواة للبنية الدستورية التي تشارك فيها مؤسسات الحكومة بموجب سلطة العاهل في ممارسة السلطة بصورة مشتركة. على ذلك، فإنه يُعتبر أساسًا للسلطة التنفيذية والتشريعية والقضائية في حكومة المقاطعة. يُمثّل الملك الكندي، الملك تشارلز الثالث، منذ 8 سبتمبر 2022، وتنفذ واجباته عن طريق نائب محافظ كيبيك، والذي تحدد مشاركته المباشرة في الحكم بموجب الأحكام التقليدية للنظام الملكي الدستوري، مع تفويض معظم الصلاحيات المتعلقة به لممارستها من قِبل البرلمانيين المنتخبين ووزراء التاج، والقضاة وحكام الصلح. يعمل الملك اليوم بشكل رئيسي ضامنًا للاستقرار والاستمرارية في الحكم وحاميًا غير حزبيًا ضد سوء استخدام السلطة.
بدأ هذا النظام مع قانون بريتيش نورث أمريكا لعام 1867 واستمر في خط سلسلة مستمرة للحكم الملكي تمتد حتى أوائل القرن السادس عشر، ما يجعل من كيبيك أقدم إقليم ملكي مستمر في أمريكا الشمالية. مع ذلك، رغم امتلاكها حكومة منفصلة يترأسها الملك، فإن كيبيك كمقاطعة ليست مملكة في حد ذاتها.
بعد وفاة الملك (بما يعرف بوفاة حاكم العرش)، يضمن قانون يتعلق بوفاة العرش استمرار جميع أنشطة البرلمان المحلي ومجلس الوزراء والمحاكم وموظفي الدولة دون انقطاع. تطلب وجود هذا القانون نظرًا لأن التشريعات السابقة التي حاولت إزالة كل الإشارات إلى الملكية في كيبيك تركت «فراغًا قانونيًا».
حاليًا، لا يوجد مبنى للحكومة في كيبيك. يستخدم جناح نائب الملك في مبنى أندريه لوراندو في مدينة كيبيك كمكتب وموقع رسمي للفعاليات من قِبَل نائب الملك والملك وأفراد آخرين من العائلة الملكية الكندية. يقيم نائب الملك في منزل منفصل مقدم من الحاكم المحلي، ويقيم الملك وعائلته في فندق عندما يكونون في كيبيك؛ إما في فندق شاتو فرونتيناك في مدينة كيبيك أو فندق الملكة إليزابيث في مونتريال.

## الارتباطات الملكية
يقوم أفراد العائلة الملكية بواجبات احتفالية عند قيامهم بجولة في المقاطعة؛ إذ لا يتلقى أفراد العائلة الملكية أي دخل شخصي عن خدمتهم، وإنما تمول فقط التكاليف المتعلقة بممارسة هذه الالتزامات الرسمية من قِبَل كل من التاج الملكي الكيبيكي والكندي في مجالسهما المختصة.
تذكر بعض المعالم في مقاطعة كيبيك زيارات الأفراد الملكيين، في حين يذكر البعض الآخر شخصية ملكية أو حدثًا ملكيًا. علاوة على ذلك، يتبين مقام كيبيك الملكي من خلال تسمية مناطق ومجتمعات ومدارس ومبانٍ بأسماء ملكية، والعديد منها قد يكون له تاريخ محدد مع عضو أو أعضاء في العائلة الملكية؛ مثلًا، يوجد في كيبيك ما لا يقل عن سبعة معالم مختلفة تحمل اسم الملكة فيكتوريا، بما في ذلك ثاني أكبر منطقة في كندا وبحيرة فيكتوريا الكبرى، في رأس نهر أوتاوا، جنوب فال دور. هناك أيضًا أحد عشر موقعًا ومنظمة تحمل اسم الأمير إدوارد، دوق كنت وستراثيرن، والد فيكتوريا.
تُقدم أحيانًا هدايا من شعب كيبيك للشخص الملكي للاحتفال بزيارة أو مناسبة هامة؛ مثلًا، قدم قرص الهوكي الذي سجل فيه موريس ريتشارد هدفه الـ325 في مسيرته المهنية محطًا الرقم القياسي السابق خلال مباراة أمام فريق شيكاغو بلاك هوكس في 8 نوفمبر 1952، للملكة إليزابيث الثانية في عام 1955.
توجد أيضًا ارتباطات بين العرش والعديد من المؤسسات الخاصة في المقاطعة؛ حيث تأسست هذه المؤسسات بموجب ميثاق ملكي، وحصلت على بادئة ملكية، و/أو تلقت شرف حصولها على رعاية من أحد أفراد العائلة الملكية. من أمثلة ذلك نادي رويال مونتريال للعبة الكرلنغ، الذي كان تحت رعاية الأمير فيليب، دوق إدنبرة، وحصل على التسمية الملكية من الملك جورج الخامس في عام 1924، وجامعة ماكغيل، التي كانت في الأصل مؤسسة رويال للتقدم في التعليم من خلال ميثاق ملكي من الملك جورج الثالث في عام 1801، قبل أن تعاد تأسيسها كجامعة من قبل جورج الرابع في عام 1827.
الرمز الرئيسي للملكية هو الحاكم بذات نفسه، إذ تُستخدم صورته (سواء في صورة ملصقة أو نحت) للدلالة على سلطة الحكومة. يمكن أيضًا أن يوضح الشعار الملكي أو التاج السيادة الملكية، دون الإشارة إلى شخصية الملك أو الملكة بشكل محدد. علاوة على ذلك، رغم أن كلًا من الملك ونائبه لا يشكلان جزءًا من دساتير الأوسمة في كيبيك، إلا أن الأوسمة تستمد من العرش مثل «منبع الشرف»؛ وعلى عكس جميع المقاطعات الأخرى في كندا، فإن الشارات لا تحمل أي رموز ملكية. ويمكن تعيين محامي كيبيك مستشارًا للملك.

## الشعبية

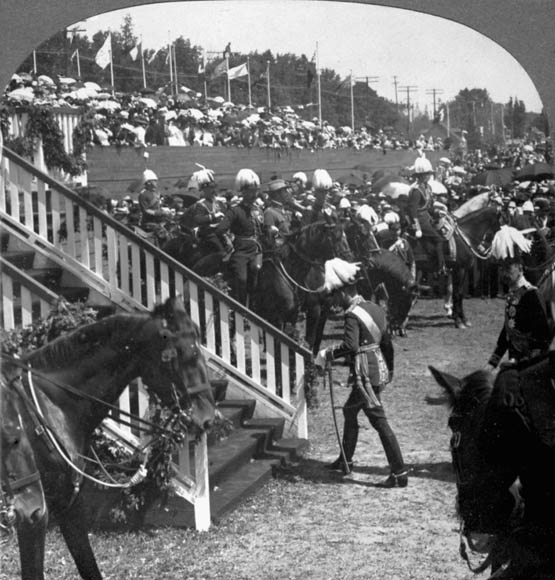
(الذكرى المئوية الثالثة لكيبيك) أمير ويلز، بحضور إيرل غراي العقيد إس إيه دينيسون، واللورد لوفات، والجنرال بول كارو، والجنرال ليك في المجلة العسكرية

قبل الثورة الهادئة في الستينيات من القرن العشرين، حينما تم تحجيم الفرق بين العرش الكندي والحكم البريطاني بسبب القومية الكيبيكية، كانت الملكية شعبية نسبيًا بين الكيبيكيين. اللحظة الوحيدة التي وُجه فيها العداء الملحوظ للعرش كانت أثناء تمرد كندا السفلى بين عامي 1837 و1838، حيث عبر المتمردون الجمهوريون عن عداء شخصي تجاه الملكة فيكتوريا الشابة.
رغم وصف دونالد ماكنزي والاس، مراسل صحيفة ذا تايمز، غياب «التشجيع الحماسي» من الحشود في كيبيك عند تجوال الأمير جورج، دوق كورنوال ويورك (الملك جورج الخامس فيما بعد)، والأميرة ماري، دوقة كورنوال ويورك (الملكة ماري فيما بعد) في أجزاء من المقاطعة في عام 1901، إلا أن وسائل الإعلام الكندية الفرنسية والمنظمات القومية، مثل جمعية سان جان باتيست، قدمت للثنائي الملكي عناوين الترحيب. عاد الأمير جورج إلى كيبيك بعد سبع سنوات، بمناسبة الذكرى المئوية الثالثة لتأسيس مدينة كيبيك؛ وكانت الفعاليات شعبية لدرجة أن رئيس الوزراء ويلفريد لورييه قد صرح بأن الكيبيكيين «ملكيون بالدين، وبالعادة، وبذكرى التاريخ السابق».
خلال جولة الملك جورج السادس وزوجته الملكة إليزابيث في عام 1939، أكدت الصحف الفرنكوفونية أن الكنديين الفرنسيين كانوا مخلصين للملك الكندي، ويعتزون بالملك والملكة، ولا يدعمون الحكم البريطاني أو يرون أنهم اندمجوا فيه.
حتى في بداية الثورة الهادئة، عندما زارت الملكة إليزابيث الثانية مدينة كيبيك في عام 1964 وشهدت المظاهرات المناهضة للملكية للمرة الأولى منذ عقد الثلاثينات، كان عدد أنصار الملكية يفوق بكثير عدد المناهضين. أفادت صحيفة نيويورك تايمز بأن هناك بين 50 و 100 متظاهر طالب، مقارنةً بنحو 50,000 شخصًا قدموا للملكة، كما ذكرت جريدة مونتريال غازيت، «استقبالًا حماسيًا». مع مرور الزمن، استمرت الملكية في تلقي الدعم من بعض أقاليم كيبيك، مثل مجلة «لاكسيون» التي أكدت: «قبل أن تصبح أوتاوا، كما هي الآن، مأخوذة بالتخمر الثنائي اللغوي والثقافي، كانت الملكية تؤكد في تدخلاتها في كندا، المساواة بين اللغتين بما يتجاوز حدود الدستور». اليوم، قليل من سكان كيبيك يدعمون الملكية في المقاطعة، وتتفاوت آراء العامة بين اللامبالاة والعداء.